# Ulttyk liga (femminile)
La Ulttyk liga, massima divisione del campionato kazako, è una competizione pallavolistica per squadre di club kazake femminili, organizzata con cadenza annuale dalla VFRK.

## Edizioni
| Anno             | Podio           | Podio  | Podio     |
| Campione         | Seconda         | Terza  |           |
| ---------------- | --------------- | ------ | --------- |
| 1992-93 Dettagli | ADK             | -      | -         |
| 1993-94 Dettagli | ADK             | -      | -         |
| 1994-95 Dettagli | ADK             | -      | -         |
| 1995-96 Dettagli | ADK             | -      | -         |
| 1996-97 Dettagli | Irtyš           | -      | -         |
| 1997-98 Dettagli | Irtyš           | -      | -         |
| 1998-99 Dettagli | Dynamo Alma-Ata | -      | -         |
| 1999-00 Dettagli | Astana          | -      | -         |
| 2000-01 Dettagli | Rahat           | -      | -         |
| 2001-02 Dettagli | Rahat           | -      | -         |
| 2002-03 Dettagli | Rahat           | -      | -         |
| 2003-04 Dettagli | Rahat           | Žetysu | -         |
| 2004-05 Dettagli | Rahat           | Žetysu | -         |
| 2005-06 Dettagli | Rahat           | Žetysu | Astana    |
| 2006-07 Dettagli | Rahat           | Žetysu | -         |
| 2007-08 Dettagli | Žetysu          | -      | -         |
| 2008-09 Dettagli | Žetysu          | -      | -         |
| 2009-10 Dettagli | Žetysu          | Irtyš  | -         |
| 2010-11 Dettagli | Žetysu          | Irtyš  | Karaganda |
| 2011-12 Dettagli | Žetysu          | Astana | Irtyš     |
| 2012-13 Dettagli | Žetysu          | Astana | Irtyš     |
| 2013-14 Dettagli | Žetysu          | Irtyš  | Almatı    |
| 2014-15 Dettagli | Žetysu          | Irtyš  | Almatı    |
| 2015-16 Dettagli | Altay           | Žetysu | Irtyš     |
| 2016-17 Dettagli | Altay           | Irtyš  | Žetysu    |
| 2017-18 Dettagli | Altay           | Žetysu | Irtyš     |
| 2018-19 Dettagli | Altay           | Žetysu | Irtyš     |
| 2019-20 Dettagli | Žetysu          | Altay  | Irtyš     |
| 2020-21 Dettagli | Altay           | Žetysu | Qýanysh   |
| 2021-22 Dettagli | Altay           | Žetysu | Qýanysh   |

## Palmarès
| Squadra         | Titolo | Edizione                                                                          |
| --------------- | ------ | --------------------------------------------------------------------------------- |
| Žetysu          | 9      | 2007-08, 2008-09, 2009-10, 2010-11, 2011-12, 2012-13, 2013-2014, 2014-15, 2019-20 |
| Rahat           | 7      | 2000-01, 2001-02, 2002-03, 2003-04, 2004-05, 2005-06, 2006-07                     |
| Altay           | 6      | 2015-16, 2016-17, 2017-18, 2018-19, 2020-21, 2021-22                              |
| ADK             | 4      | 1992-93, 1993-94, 1994-95, 1995-96                                                |
| Irtyš           | 2      | 1996-97, 1997-98                                                                  |
| Dynamo Alma-Ata | 1      | 1998-99                                                                           |
| Astana          | 1      | 1999-00                                                                           |